# Un uomo chiamato Falco
Un uomo chiamato Falco (A Man Called Hawk) è una serie televisiva statunitense in 13 episodi trasmessi per la prima volta nel corso di una sola stagione nel 1989. 
È uno spin-off della serie Spenser: For Hire e riprende il personaggio di Hawk, apparso per la prima volta nel romanzo del 1976 Promised Land di Robert B. Parker. L'attore protagonista, Avery Brooks, riprese il ruolo di Hawk in quattro film televisivi successivi: Spenser: Ceremony (1993), Spenser: Pale Kings and Princes (1994), Spenser: The Judas Goat (1994), e Spenser: A Savage Place (1995). 
È una serie d'azione che vede protagonista il raffinato e buongustaio detective Hawk, trasferitosi da Boston alla sua città natale, Washington dove tenta di risolvere diversi casi con l'aiuto delle soffiate di un misterioso uomo anziano senza nome (interpretato da Moses Gunn). In Spenser: For Hire Hawk è caratterizzato dalla sua naturalezza negli ambienti di mala, dai suoi abiti eleganti, dagli occhiali da sole (indossati anche di notte) e dalla sua pistola revolver, una Colt Python .357 Magnum dalla canna incredibilmente lunga che porta con sé ovunque. Nella serie a lui dedicata, Hawk viene rappresentato maggiormente come l'eroe tradizionale e nei casi che affronta cerca di aiutare i più deboli e di risolvere le ingiustizie, mostrando le proprie passioni per la boxe, gli scacchi, il jazz e l'arte africana.
Il personaggio di Hawk è apparso anche in due film per la televisione che non hanno alcun legame con l'Hawk interpretato da Avery Brooks. In Spenser: Small Vices (1999) Hawk è interpretato da Sheik Mahmud-Bey. In Walking Shadow (2001) il ruolo è andato a Ernie Hudson.

## Personaggi e interpreti
- Hawk (13 episodi, 1989), interpretato da Avery Brooks.
- Uomo anziano (10 episodi, 1989), interpretato da Moses Gunn.
- Bailey Webster (3 episodi, 1989), interpretata da Angela Bassett.

### Guest star
Tra le guest star: Bellina Logan, Dan Martin, Tery Ferman, Suzzanne Douglass, Frankie Faison, Anthony LaPaglia, Gordon Joseph Weiss, David Carpenter, Steven Culp, Dan Hamilton, Ronald Hunter, Christine Jones, Henry Kingi, Roscoe Orman, Joe Seneca, William Aylward, Randle Mell, Vondie Curtis-Hall, David Marguiles, Seymour Horowitz, Patrick O'Neal, Joe Morton, Ernestine Jackson, Maryann Plunkett, Janet Hubert-Whitten, William Fichtner, John Louis Fischer, Jerry Lyden, Troy Beyer, Novella Nelson.

## Produzione
La serie, ispirata ai romanzi gialli di Robert B. Parker, fu prodotta da Warner Bros. Television e girata a Washington. Le musiche furono composte da Stanley Clarke.

### Registi
Tra i registi sono accreditati:
- Virgil W. Vogel in 5 episodi (1989)
- Harry Falk in 2 episodi (1989)
- Winrich Kolbe in 2 episodi (1989)

### Sceneggiatori
Tra gli sceneggiatori sono accreditati:
- Steve Hattman in 13 episodi (1989)
- Robert B. Parker in 13 episodi (1989)
- William Robert Yates in 13 episodi (1989)
- L. Travis Clark in 2 episodi (1989)

## Distribuzione
La serie fu trasmessa negli Stati Uniti dal 28 gennaio 1989 al 13 maggio 1989 sulla rete televisiva ABC. In Italia è stata trasmessa con il titolo Un uomo chiamato Falco.
Alcune delle uscite internazionali sono state:
- negli Stati Uniti il 28 gennaio 1989 (A Man Called Hawk)
- in Finlandia il 1º giugno 1990 (Hawk)
- in Germania Ovest (Hawk)
- in Spagna (Yo, Halcón)
- in Italia (Un uomo chiamato Falco)

## Episodi
| Stagione       | Episodi | Prima TV USA |
| -------------- | ------- | ------------ |
| Prima stagione | 13      | 1989         |